# はたらくUFO
『はたらくUFO』（はたらくユーフォー、英題：Part Time UFO）は、ハル研究所が開発したアクションゲーム。

## 概要
iOS・Android版はハル研究所から2017年11月14日に、Nintendo Switch版は任天堂から2020年10月28日に発売された。
宇宙から地球へやってきたUFOのキャラクター「ジョブスキー」が様々なアルバイトに取り組む。ジョブスキーは下方向に伸びるクレーンで物をつかんで運び、決められた物を運び終えることでバイト代を手に入れる。
ゲーム内で流れるBGMには随所に「は〜たらくユ〜フォ〜」という歌声が含まれているが、これはサウンド担当の酒井省吾の声を加工したもので、日本語版以外でもそのまま使用されている。
ゲストキャラクターとして、同じくハル研究所が開発している『ハコボーイ!』シリーズの主人公「キュービィ」が至る所に登場するほか、Nintendo Switch版では『星のカービィ』シリーズのキャラクターたちを模したぬいぐるみが登場するステージもある。
本作はハル研究所が新規作品を展開するブランド「HAL Egg」の第1弾ソフトで、同社がソフトの発売元を担当するのは1992年発売のスーパーファミコン用ソフト『スーパーダンクショット』以来25年ぶりとなる。物理演算エンジンを使ったアクションアドベンチャーゲームとして企画され、当初はクレーンを使って障害物やトラップを回避し宝を持ち帰るという内容を想定していたが、操作キャラクターをUFOに設定したことを機にカジュアルな方向性となった。
2024年10月22日、ハル研究所はiOS・Android版について、同日10時頃に配信を終了し、全てのサービスを終了することを発表した。

## システム
ステージ内にある様々な物のうち点滅表示されている物を所定の位置にすべて運んで乗せれば基本的にステージクリアとなりバイト代を入手できる。また、クリアに必須ではない物を合わせて乗せた時やステージごとに設定されている3つの条件を満たした時にはバイト代が上乗せされる。3つの条件の達成時にはそれぞれメダルが手に入るが、これを一定数集めると新たなステージが追加される。
「アンク」が経営するショップではジョブスキーが身に着けるコスチュームを購入できる。一部のコスチュームはジョブスキーの能力を変化させる効果がある。

## 追加モード
Nintendo Switch版では以下のモードが追加されている。
ちょいムズ★★モード
メダル3種類をすべて獲得したステージでは、クリア条件がより厳しい高難易度状態でのプレイが可能となる。
栄光の記録
プレイ中に特定目標の達成を目指す実績要素はiOS・Android版にも存在するが、Nintendo Switch版では「栄光の記録」モード内にある縦6マスx横8マスのうち達成内容に対応するマスが着色され、特定の2マスx2マス区画にすべて色がつくごとに特別な動画を閲覧できるようになる。
エンドレスのせのせ
ヘリコプターで次々と運ばれてくる物体をステージ中央の台座に積み上げていき、最終的な高さを競うモード。5ターンごとにアンクが現れ、空中の特定範囲の1か所に「まほうブロック」を配置できる。物体が台座から落下するか制限時間切れにより終了する。
たからじま
遺跡の中を探索し、各所にある宝箱を見つけていくモード。所々で閉まっている扉は、鍵の印がついたブロックを扉の前に集めることで開く。一部ではボス戦も行われる。ダメージを受けると制限時間が余分に減少し、制限時間切れでゲームオーバーとなる。
ストーリークリア後にプレイ可能で、プレイする際には、アンクのショップで販売されているチケットを1枚使用する。

## 評価
- GameSpot 「The 5 Best Mobile Games Of 2018」選出[10]
- IGN 「10 Best Mobile Games of 2018」ノミネート[11]